# Kościół Trójcy Przenajświętszej w Fulneku

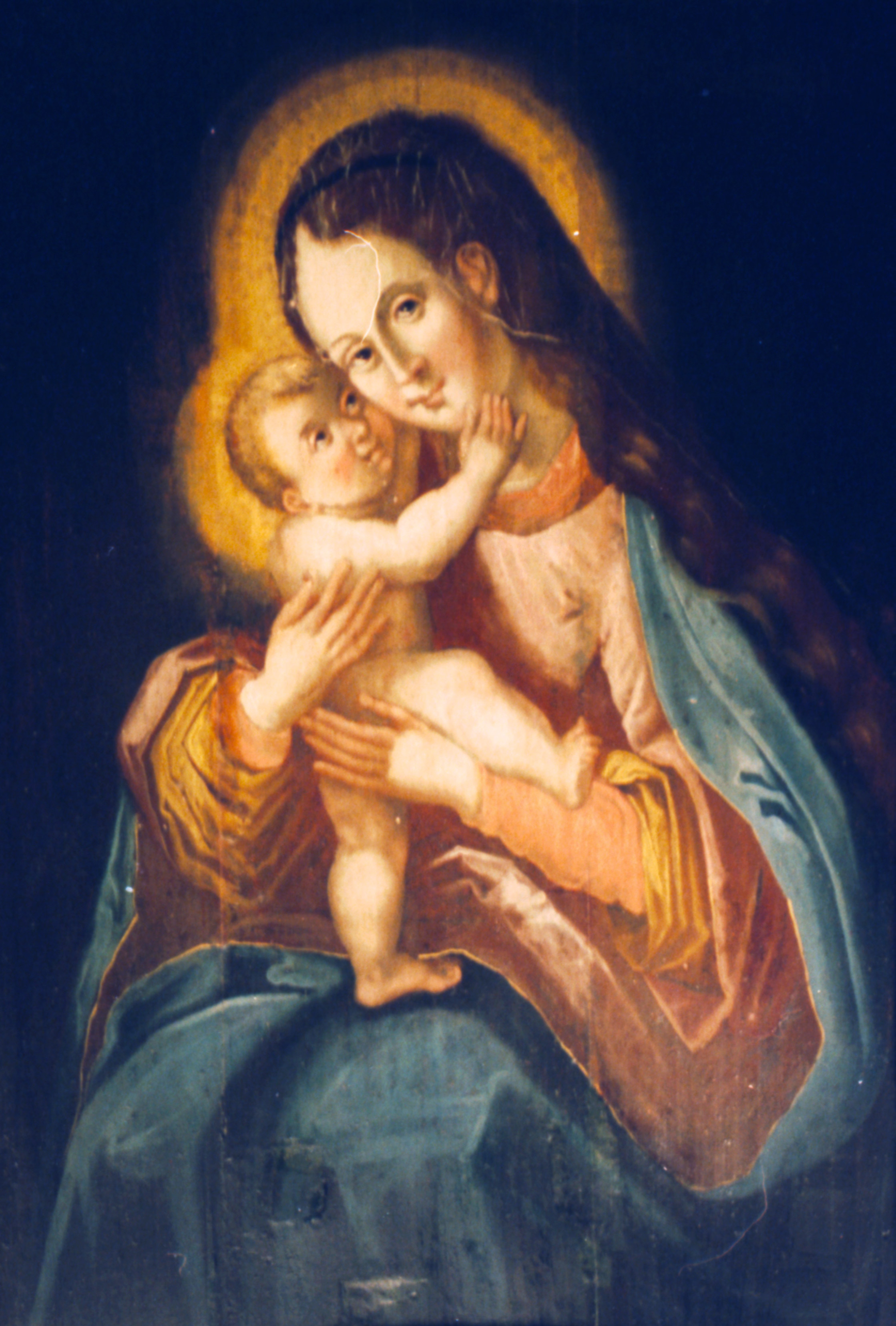
Cudowny obraz Matki Bożej Fulneckiej

Rzymskokatolicki kościół parafialny Trójcy Przenajświętszej w Fulneku swymi początkami sięga XVIII w. i jest po zamku główną dominantą miasta. Z uwagi na swoją barokową architekturę oraz bogato zdobione wnętrze, świątynia ta należy do wybitnych zabytków stylu barokowego na północno-wschodnich Morawach. W przeszłości była miejscem pielgrzymek. Gmach świątyni został postawiony na miejscu pierwotnego kościoła, który wzniesiono już w XIII wieku Od 2005 opiekę nad kościołem sprawują pallotyni.
Budowa nowej barokowej świątyni związana jest z rosnącym kultem cudownego obrazu Matki Bożej Nieustającej Pomocy, który uważano za cudowny, bowiem według wierzeń, z obrazu wyciekały łzy a po modlitwach wiernych doszło do kilku uzdrowień.
Architektem świątyni jest Mikołaj Thalherr, natomiast malarzem fresków sufitowych wnętrza Józef Ignacy Sadler. Obrazy natomiast są dziełem dwóch artystów Ignacego Viktora Raaba oraz Feliksa Ivo Leichera. Do bogato zdobionego wnętrza świątyni zaliczyć należy również jej wartościowe wyposażenie.